# K2-233
K2-233 — одиночная звезда в созвездии Весов на расстоянии приблизительно 220 световых лет (около 67,6 парсек) от Солнца. Видимая звёздная величина звезды — +10,88m. Возраст звезды оценивается как около 360 млн лет.
Вокруг звезды обращается, как минимум, три планеты.

## Характеристики
K2-233 — оранжевый карлик спектрального класса K2V, или K3. Масса — около 0,8 солнечной, радиус — около 0,71 солнечного, светимость — около 0,262 солнечной. Эффективная температура — около 4739 К.

## Планетная система
В 2018 году командой астрономов, работающих с фотометрическими данными в рамках проекта Kepler K2, было объявлено об открытии планет K2-233 b, K2-233 c и K2-233 d.